# Bertha Svensson
Bertha Svensson, folkbokförd Britt Berta Alice Svensson, ogift Andersson, född 7 september 1927 i Björna församling, Västernorrlands län, är en svensk kristen sångerska.
Hon har gett ut en hel rad skivor med andliga sånger, ofta i samarbete med Curt Petersén och Roland Lundgren i Curt & Roland men hon har även samarbetat med dottern Caroline Svensson.
Bertha Svensson har arbetat som affärsbiträde, gifte sig 1947 med köpmannen Per Gösta Svensson (1926–1980) och fick dottern Caroline 1961. Bertha Svensson, som har bott på orter som Borlänge i Dalarna och Tidaholm i Skaraborg, är i dag bosatt i Florida, USA.

## Diskografi i urval
- Jesus, Guds veldige son
- Jag har en frälsare
- Halleluja, halleluja, Jesus är min
- Jag vill hellre ha Jesus
- Jesus talar om en boning
- Mannen Jesus
- En bukett utvalda andliga sånger (en bland många medverkande)
- Jesus är livet (en bland många medverkande)
- Bertha Svensson sjunger populära sånger
- Icke heller jag fördömer dig (1960-tal)
- Hade han vingar (1960-talet)
- Bertha Svenssons populäraste sånger (1960-talet)
- Bertha Svensson sjunger (1969)
- Bertha Svensson sjunger tillsammans med Curt och Roland (1969)
- Icke heller jag fördömer dig (1970-tal)
- Bertha Svensson sjunger önskesånger (1970-tal)
- Önskesånger. Volym 2 (1970-tal)
- Önskesånger för dig (1980)
- O, hur jag längtar se staden (1984)
- Underbar frid (1985)
- En sång om kärlek (1989)